# Aleksiej Rykow
Aleksiej Iwanowicz Rykow (ros. Алексей Иванович Рыков; ur. 13 lutego?/25 lutego 1881 w Saratowie, stracony 15 marca 1938 w miejscu egzekucji Kommunarka pod Moskwą) – rosyjski socjaldemokrata i komunista. Przewodniczący Rady Komisarzy Ludowych RFSRR (premier Rosji) 1924–1929, przewodniczący Rady Komisarzy Ludowych ZSRR (premier ZSRR) 1924–1930, członek Biura Politycznego RKP(b)/WKP(b) 1922–1930, członek Komitetu Centralnego RKP(b)/WKP(b) 1920–1934, zastępca członka KC 1934–1937, członek Komitetu Wykonawczego Kominternu (1924–1935).

## Życiorys
Pochodził z rodziny chłopskiej, ojciec po przeprowadzce do Saratowa zajmował się drobnym handlem, zmarł w 1889 podczas epidemii cholery. Aleksiej po ukończeniu w 1900 gimnazjum wstąpił na wydział prawa Uniwersytetu Kazańskiego, studiów nie ukończył w związku z podjęciem nielegalnej działalności. Do Socjaldemokratycznej Partii Robotniczej Rosji (SDPRR) wstąpił w 1898, członek frakcji bolszewików, organizował strajki i demonstracje. Pracował jako działacz partyjny w Moskwie, St. Petersburgu. Odegrał aktywną rolę w rewolucji 1905 roku. Wielokrotnie aresztowany i zsyłany.
W 1917 został członkiem KC SDPRR(b) i Piotrogrodzkiej Rady Delegatów Robotniczych i Żołnierskich. Po przewrocie bolszewickim ludowy komisarz spraw wewnętrznych w pierwszej Radzie Komisarzy Ludowych. Zwolennik rządu koalicyjnego wszystkich rosyjskich partii socjalistycznych (bolszewików, mienszewików i eserowców), w obliczu oporu Lenina wobec tej koncepcji podał się 17 listopada 1917 do dymisji ze składu Rady Komisarzy Ludowych (wraz z Wiktorem Noginem, Władimirem Milutinem i Iwanem Teodorowiczem). W grudniu 1917 w demokratycznych wyborach do Zgromadzenia Ustawodawczego Rosji wybrany na deputowanego z listy partii bolszewików (okręg Jarosław).
W latach 1918–1921 przewodniczący Najwyższej Rady Gospodarki Narodowej (WSNCh) i w latach 1921–1924 wiceprzewodniczący Rady Komisarzy Ludowych. Od 1922 był członkiem Biura Politycznego KC RKP(b). Po śmierci Lenina został przewodniczącym Rady Komisarzy Ludowych ZSRR (premierem ZSRR) i równolegle przewodniczącym Rady Komisarzy Ludowych RFSRR (premierem Rosyjskiej FSRR).
Poparł wraz z Nikołajem Bucharinem Józefa Stalina, Grigorija Zinowjewa i Lwa Kamieniewa przeciwko Lwu Trockiemu, następnie Stalina przeciwko lewicowej opozycji (Zinowjew, Kamieniew). W 1929 wystąpił razem z Bucharinem przeciwko odejściu od polityki NEPu – przeciw przymusowej kolektywizacji rolnictwa i przyspieszonej budowie przemysłu ciężkiego, co Stalin nazwał odchyleniem prawicowym. W maju 1929 został odwołany z funkcji premiera RFSRR, w grudniu 1930 z funkcji premiera ZSRR i z Biura Politycznego. Jego miejsce w rządzie RFSRR zajął Siergiej Syrcow, w rządzie ZSRR – Wiaczesław Mołotow. W latach 1931–1936 był ludowym komisarzem łączności.
W czasie wielkiej czystki 27 lutego 1937 w czasie plenum KC WKP(b) został aresztowany przez NKWD. Podsądny w pokazowym trzecim procesie moskiewskim przed Kolegium Wojskowym Sądu Najwyższego ZSRR pomiędzy 2 a 13 marca 1938 (m.in. wraz z Bucharinem, Gienrichem Jagodą, Nikołajem Krestinskim i in.). 13 marca 1938 skazany na śmierć z zarzutu udziału w organizacji kontrrewolucyjnej i szpiegostwa. Stracony wraz z innymi podsądnymi 15 marca 1938 w miejscu egzekucji Kommunarka pod Moskwą, tam też pochowany anonimowo.
Zrehabilitowany 4 lutego 1988 postanowieniem plenum Sądu Najwyższego ZSRR.
Odznaczony Orderem Czerwonego Sztandaru (1928).

## Literatura, linki
- Richard Pipes, Rewolucja Rosyjska, Warszawa 1994; Wyd. PWN, ISBN 83-01-11521-1.
- Richard Pipes, Rosja bolszewików Warszawa 2005, ISBN 83-89656-15-9.
- Robert Conquest Wielki Terror (1997), ISBN 83-902063-9-0.
- Aleksiej Rykow na portalu hrono.ru
- Рыков Алексей Иванович
- Рыков Алексей Иванович